# Caprino Bergamasco
Caprino Bergamasco ist eine italienische Gemeinde (comune) in der Provinz Bergamo in der Region Lombardei mit 3042 Einwohnern (Stand 31. Dezember 2023).

## Geographie
Caprino Bergamasco befindet sich 15 km nordwestlich der Provinzhauptstadt Bergamo und 40 km nordöstlich der Metropole Mailand.
Die Nachbargemeinden sind Cisano Bergamasco, Palazzago, Pontida, Roncola und Torre de’ Busi (LC).

## Sehenswürdigkeiten
- Im historischen Zentrum der Gemeinde befindet sich ein Turm, errichtet um 1260, der an die mittelalterliche Zeit erinnert. Höher gelegen lassen sich die Reste eines weiteren Turmes finden.
- Palazzo Sozzi aus dem 18. Jahrhundert
- Die Pfarrkirche von San Biagio wurde im Jahr 1760 nach dem Vorbild der Kirche von San Fedele in Mailand erbaut und enthält ein Gemälde des Malers Giovan Battista Discepoli (1590–1654).
- Pfarrei Celana